# Seek & Destroy
«Seek & Destroy» — пісня 1983 року американського треш-метал гурту Metallica та дев'ятий трек з їхнього дебютного студійного альбому Kill 'Em All. Вона також була включена в мініальбом 1982 року - No Life ’til Leather. Це взагалі перша пісня, яку Metallica записали у студії. «Seek & Destroy» часто виконували на концертах групи з моменту її дебюту в 1982 році. Це третя пісня за кількістю виконань в історії гурту, станом на жовтень 2019 року її зіграли 1525 разів, поступаючись лише «Creeping Death» (1,533) і «Master of Puppets» (1,670).
У списку найкращих треків гурту, створеному AOL Radio, Seek & Destroy зайняла четверте місце.
Після терористичних нападів 11 вересня 2001 року трек був внесений до списку неприйнятних пісень після 11 вересня, який розповсюджував Clear Channel.

## Написання
У пісні йдеться про бажання вбити, але не буквально. Під час туру Kill 'Em All for One Гетфілд жартома казав, що цей трек про полювання. Є думка про те що на пісню вплинув трек Diamond Head - «Dead Reckoning». Перші три міні-соло взяті з пісні "Princess of the Night" групи Saxon. Metallica додали туди останнє соло.
|                      | Якщо «Seek And Destroy» і була запозичена з пісні Diamond Head, то з «Dead Reckoning». Вона дуже надихнула «Seek And Destroy», скажімо так. |
| — Ларс Ульріх, 1993. | |

## Кавер-версії
- 1992: Acid Drinkers (Strip Tease)
- 1992: Kontrol (Lele kako! [English: Like Wow!])[4]
- 1998: Rage in Eden (Dreams)[5]
- 1998: Birmingham 6 (Blackest Album: An Industrial Tribute to Metallica)[6]
- 1999: Nukes (Phantom Lords: A Tribute to Metallic [German])
- 2001: Agent Orange (Punk Tribute to Metallica)
- 2003: Birmingham 6 (Anthrax and the History of Thrash Metal)
- 2003: Primal Fear (A Tribute to the Four Horsemen)
- 2004: Agent Orange (World's Greatest Metallica Tribute)
- 2006: Hellsongs (Lounge)
- 2013: Blitzkrieg (Back from Hell)
- 2015: Steve 'N' Seagulls (Farm machine)

### Концертні кавер-версії
- Apocalyptica (також включена в ремастер 2016 року альбому Plays Metallica by Four Cellos)
- Pantera (з Джейсоном Ньюстедом замість Рекса Брауна)
- Testament
- Exodus
- DevilDriver
- Tuff (Альбом Decade of Disrespect)
- Evile
- Juanes

## Зовнішні посилання
- Офіційний сайт Metallica

Шаблон:San Jose Sharks